# Fredy Strasser
Alfred (Fredy) Stasser (8 februari 1954) is een voormalig Zwitsers voetballer en voetbaltrainer die speelde als verdediger.

## Carrière
Stasser speelde gedurende zijn carrière een seizoen voor FC Zürich en daarna zeven seizoenen voor FC Wettingen.
In 1988 begon hij zijn trainerscarrière bij FC Wettingen waar hij nog eens in 1990 trainer werd. Daarna was hij verschillende keren coach van FC Aarau en in 2018 van FC Baden waar hij interim-coach was. Hij is ook actief als spelersmakelaar.